# Pleasant Springs (Wisconsin)
Pleasant Springs es un pueblo ubicado en el condado de Dane en el estado estadounidense de Wisconsin. En el Censo de 2010 tenía una población de 3.154 habitantes y una densidad poblacional de 34,67 personas por km².

## Geografía
Pleasant Springs se encuentra ubicado en las coordenadas 42°58′18″N 89°11′28″O / 42.97167, -89.19111. Según la Oficina del Censo de los Estados Unidos, Pleasant Springs tiene una superficie total de 90.97 km², de la cual 85.1 km² corresponden a tierra firme y (6.45%) 5.87 km² es agua.

## Demografía
Según el censo de 2010, había 3.154 personas residiendo en Pleasant Springs. La densidad de población era de 34,67 hab./km². De los 3.154 habitantes, Pleasant Springs estaba compuesto por el 97.31% blancos, el 0.44% eran afroamericanos, el 0.22% eran amerindios, el 0.79% eran asiáticos, el 0% eran isleños del Pacífico, el 0.06% eran de otras razas y el 1.17% pertenecían a dos o más razas. Del total de la población el 1.17% eran hispanos o latinos de cualquier raza.